# Immeuble aux 33-37, rue des Grandes-Arcades à Strasbourg
L'immeuble aux 33-37, rue des Grandes-Arcades est un monument historique situé à Strasbourg, dans le département français du Bas-Rhin.

## Localisation
Ce bâtiment est situé aux 33, 35, 37, rue des Grandes-Arcades à Strasbourg.

## Historique

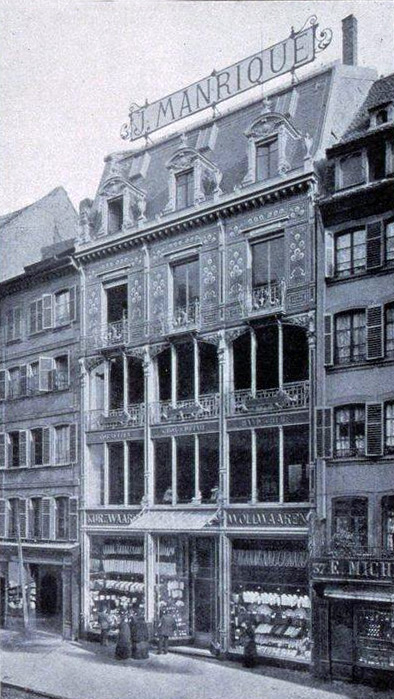
Ancien magasin Manrique (1898)

L'édifice fait l'objet d'une inscription partielle au titre des monuments historiques par arrêté depuis le 21 décembre 1984. Plus précisément, ce sont les quatre travées verticales de la façade, à l'exception du rez-de-chaussée et des trois baies de gauche du dernier niveau qui sont inscrits. Il est construit à la fin du XIXe et au milieu du XXe siècle. En effet, cet immeuble a eu trois phases de constructions : 1896, 1899 et en 1950. 
La numérotation tient a son usage premier : les Magasins Manrique. Il change de fonction en 1919 et devient Les Arcades, un cinema. En 1987, le cinema laisse place à une enseigne américaine de nourriture rapide. 

## Architecture
L'immeuble est construit par Julius Berninger et Gustave Krafft vers 1896, abritant alors le magasin de mercerie J. Manrique. La quatrième travée, plus élevée, est ajoutée en 1899, à la manière des grands magasins parisiens à ossature métallique. Sa partie supérieure accueille une décoration de style Art Nouveau.  